# Mykola Samokysch

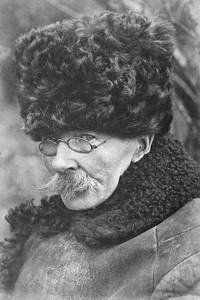
Mykola Samokysch. Fotografie von 1929

Mykola Semenowytsch Samokysch (* 13. Oktoberjul. / 25. Oktober 1860greg. in Neschin, Gouvernement Tschernigow, Russisches Kaiserreich; † 18. Januar 1944 in Simferopol, Krim, Sowjetunion) war ein ukrainischer bzw. sowjetischer Grafiker und Maler, insbesondere machte er sich als Schlachten- und Tiermaler einen Namen. Er war der Ehemann der russischen Malerin Elena Petrowna Samokisch-Sudkowskaja.

## Leben
Mykola Samokysch kam in der Stadt Nischyn in der heute ukrainischen Oblast Tschernihiw zur Welt. Er studierte zwischen 1879 und 1885 an der Sankt Petersburger Akademie der Künste und vollendete von 1886 bis 1889 seine Ausbildung in Paris. 1890 wurde er zum Akademiemitglied ernannt und ab 1912 leitete er die Klasse der Kampfmalerei an der Sankt Petersburger Akademie der Künste. Von 1936 bis 1941 lehrte er am Charkower Kunstinstitut. Einer seiner Schüler war der Taras-Schewtschenko-Preisträger von 1969 Karpo Trochymenko (Карпо Дем'янович Трохименко 1885–1979).
Von 1919 an lebte er auf der Krim, wo er 83-jährig im von deutschen Truppen besetzten Simferopol starb.
Insgesamt schuf Samokysch mehr als 10.000 Gemälde.

## Ehrungen
Samokysch erhielt zahlreiche Preise und Ehrungen. Darunter:
- 1940 Orden des Roten Banners der Arbeit
- 1941 Stalinpreis
- Verdienter Künstler der RSFSR

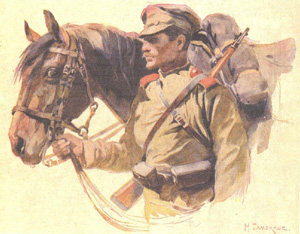
In Galizien. Kavallerist 1914
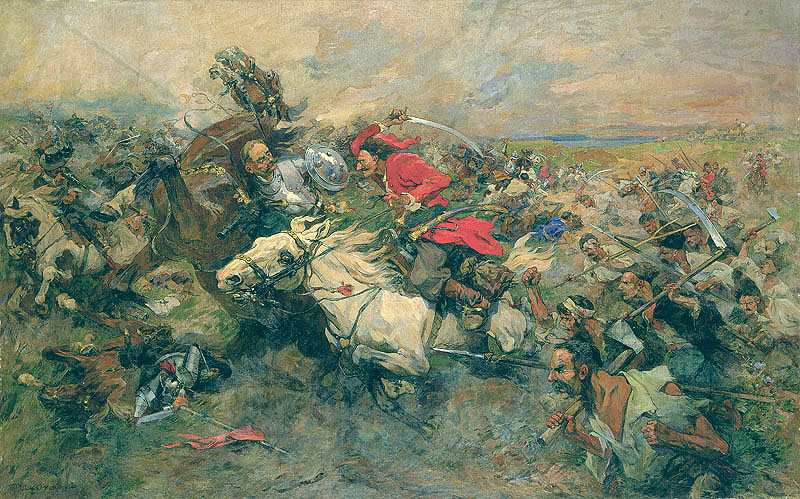
„Kampf Maksym Krywonis gegen Jeremi Wiśniowiecki“, 1934
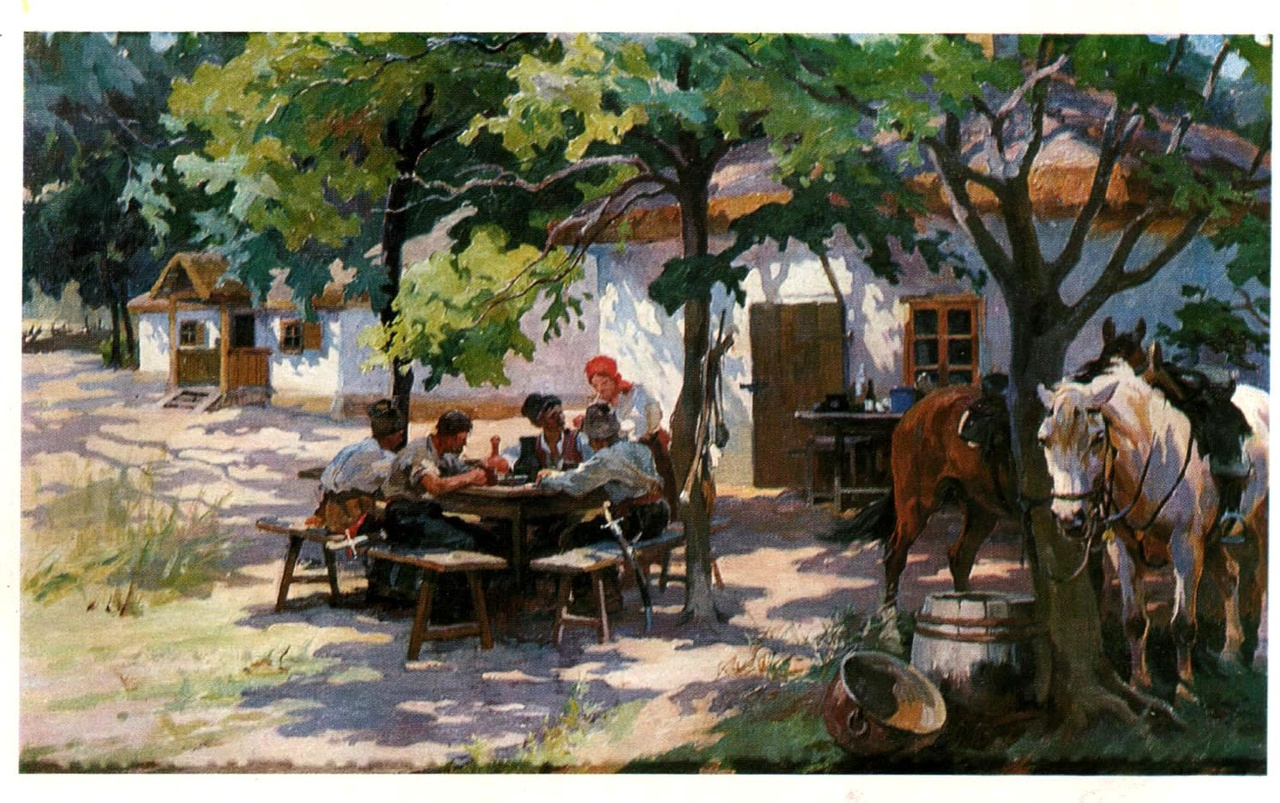
Saporoger Kosaken, vor 1944
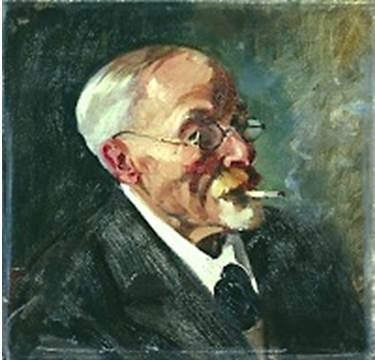
Selbstporträt, vor 1944